# 申家垤乡
申家垤乡是中国陕西省商洛市山阳县下辖的一个乡。

## 行政区划
申家垤乡下辖以下行政区：
蔡家庄村、牛家坪村、申家垤村、蔡垣村、君子涧村、芦园沟村、老屋场村、油匠河村